# Социалистическо движение в Румъния
Социализъм в Румъния пренасочва насам.  За политическия режим вижте Социалистическа република Румъния.
Социалистическото движение в Румъния е политическо движение, следващо идеологията на социализма, появило се в Румъния в края на XIX век и съществуващо до наши дни.

## Предтоталитарен преиод
Социализмът прониква в Румъния през 70-те години на XIX век, като активна роля за това изиграва Константин Доброджану-Геря, политически емигрант от Руската империя, заради участието си в народническото движение. Той създава първите социалистически групи в страната, преориентира се към марксизма и през 1893 година основава Румънската социалдемократическа работническа партия, която обаче остава с ограничено влияние и през 1900 година е закрита, като повечето нейни активисти преминават към Националната либерална партия.
През следващите години социалистическото движение постепенно се възстановява, водено от ново поколение активисти, като Йон Фриму, Константин Буздуган и българина Кръстьо Раковски. Те създават мрежа от социалистически кръжоци, обединени през 1907 година в Социалистически съюз, който през 1910 година се преобразува в Румънска социалдемократическа партия. Новата партия също трудно намира подкрепа в селските райони и остава с ограничено влияние.
След започването на Първата световна война румънските социалисти се обявяват за запазване на неутралитета на страната, макар някои дейци като Доброджану-Геря да не крият предпочитанията си към Австро-Унгария, виждайки в Русия заплаха за самото съществуване на румънската нация. След влизането на Румъния във войната партията е забранена и най-видните ѝ представители са арестувани или заминават в изгнание.